# Omnipresent
Omnipresent – szósty album studyjny amerykańskiego zespołu muzycznego Origin. Wydawnictwo ukazało się 4 lipca 2014 roku nakładem wytwórni muzycznej Nuclear Blast. W Europie nagrania trafiły do sprzedaży nakładem oficyny Agonia Records.
Album dotarł do 10. miejsca listy Billboard Heatseekers Albums w Stanach Zjednoczonych sprzedając się w nakładzie, niespełna 3 tys. egzemplarzy w przeciąu trzech tygodni od dnia premiery.

## Lista utworów
Opracowano na podstawie materiału źródłowego.
| Nr  | Tytuł utworu                          | Długość |
| --- | ------------------------------------- | ------- |
| 1.  | „All Things Dead”                     | 03:35   |
| 2.  | „Thrall:Fulcrum:Apex”                 | 01:07   |
| 3.  | „Permanence” (utwór instrumentalny)   | 01:00   |
| 4.  | „Manifest Desolate”                   | 04:16   |
| 5.  | „The Absurdity of What I Am”          | 02:41   |
| 6.  | „Source of Icon O”                    | 02:01   |
| 7.  | „Continuum” (utwór instrumentalny)    | 01:53   |
| 8.  | „Unattainable Zero”                   | 04:41   |
| 9.  | „Redistribution of Filth”             | 03:23   |
| 10. | „Obsolescence” (utwór instrumentalny) | 01:33   |
| 11. | „Malthusian Collapse”                 | 04:11   |
| 12. | „The Indiscriminate”                  | 04:23   |
| 13. | „Kill Yourself” (cover S.O.D.)        | 02:12   |
|     |                                       | 36:56   |

## Wydania
| Rok  | Nr katalogowy     | Format                    | Wytwórnia      | Region            | Źródło |
| ---- | ----------------- | ------------------------- | -------------- | ----------------- | ------ |
| 2014 | NB 3301-2, 3301-2 | CD, Album                 | Nuclear Blast  | Stany Zjednoczone | [ 7 ]  |
| 2014 | ARCD127           | CD, Album, Dig            | Agonia Records | Europa, Polska    | [ 7 ]  |
| 2014 | ARCD128           | CD, Album, Dig + Box, Ltd | Agonia Records | Europa, Polska    | [ 7 ]  |
| 2014 | ARCD127           | CD, Album, Promo          | Agonia Records | Europa, Polska    | [ 7 ]  |
| 2014 | ARLP117           | LP, Album                 | Agonia Records | Europa, Polska    | [ 7 ]  |
| 2014 | ARLP117           | LP, Album, Ltd, Num, Blu  | Agonia Records | Europa, Polska    | [ 7 ]  |
| 2014 | ARLP117           | LP, Album, Ltd, Num, Gre  | Agonia Records | Europa, Polska    | [ 7 ]  |
| 2014 | ARLP117           | LP, Album, Ltd, Num, Pic  | Agonia Records | Europa, Polska    | [ 7 ]  |
| 2014 | ARLP117           | LP, Album, Ltd, Num, Yel  | Agonia Records | Europa, Polska    | [ 7 ]  |